# Allichamps

Allichamps este o comună în departamentul Haute-Marne din nord-estul Franței. În 2009 avea o populație de 401 de locuitori.

## Evoluția populației
| An        | 1975 | 1982 | 1990 | 1999 | 2006 | 2009 |
| --------- | ---- | ---- | ---- | ---- | ---- | ---- |
| Populație | 409  | 453  | 382  | 371  | 376  | 401  |